# BNS Khalid Bin Walid
Le BNS Bangabandhu (bengali : বানৌজা বঙ্গবন্ধু)  est une frégate lance-missiles de la marine du Bangladesh. C'est l'une des frégates bangladaises  les plus modernes actuellement en service. Elle est actuellement amarrée à Chattogram, au service du Commodore Commanding BN Flotilla (COMBAN). Environ 200 membres du personnel servent à son bord.

## Historique

### Conception et description
Le rôle principal de ce navire est la défense et la surveillance de la zone économique exclusive du pays. Il effectue également diverses tâches à l'intérieur de la frontière maritime du Bangladesh contre le terrorisme maritime, la pollution de l'environnement, la contrebande et peut également être déployée pour des opérations de recherche et de sauvetage si nécessaire.

### Armement
Ce navire serait la frégate la plus moderne de sa classe et il est équipé de certains des systèmes les plus avancés disponibles :
- Des missiles antinavires Otomat Mk.II d'une portée de plus de 180 kilomètres (110 mi). Avec une mise à jour à mi-parcours d'hélicoptères, d'avions ou de plates-formes de surface convenablement équipés, ces missiles anti-navires peuvent changer de cap en cours de vol et le navire n'a pas besoin d'être repositionné pour tirer sur la cible (contrairement aux autres missiles anti-navires). Le 17 juin 2013, lors de l'exercice annuel Sea Thunder 2013, Le BNS Bangabandhu a réussi à tirer un missile Otomat pour la première fois.
- De plus, le navire est armé d'un système sophistiqué de missile surface-air de défense ponctuelle (SAM) sous la forme de huit FM-90N d'une portée de 15 kilomètres.
- D'un canon Otobreda 76 mm
- De deux double-canons Fast Forty 40 mm/70 CIWS.
- De six tubes lance-torpilles B-515 de 324 mm dans deux montures triples qui tirent les torpilles EuroTorp Whitehead A244-S.

L'hélicoptère naval AgustaWestland AW109 à bord peut être utilisé à des fins de recherche et de sauvetage (SAR).
En avril 2018, la marine bangladaise a lancé un appel d'offres pour remplacer deux canons Fast Forty de 40 mm par un nouveau système de canons à double canon de 40 mm.

### Carrière
Nommée d'après le père fondateur du Bangladesh, Sheikh Mujibur Rahman, communément appelé Bangabandhu, la frégate est capable de servir dans un rôle de combat, ainsi que d'accomplir des tâches maritimes en temps de paix. Construite au Daewoo Shipbuilding & Marine Engineering en Corée du Sud, elle a été mise en service le 20 juin 2001.
Plus tard, le navire a été mis hors service pour divers travaux de réparation sous garantie et placé en réserve le 13 février 2002. En 2007, il a été remis en service à nouveau en tant que BNS Khalid Bin Walid. Plus tard en 2009, il a été rebaptisé BNS Bangabandhu.
Le navire a participé à l'exercice Ferocious Falcon, un exercice multinational de gestion de crise, qui s'est tenu à Doha, au Qatar, en novembre 2012. En transit vers l'exercice, la frégate s'est rendue au port de Kochi, en Inde . Le navire a participé à la Cooperation Afloat Readiness and Training (CARAT) , un exercice bilatéral annuel avec l'United States Navy, de 2011 à 2015.
En 2014, le vol 370 de Malaysia Airlines , un Boeing 777 a disparu en mer. En raison de la possibilité de retrouver l'épave dans le golfe du Bengale, Bangabandhu , avec la frégate BNS Umar Farooq, a rejoint l'opération de recherche dans la région.
Le 31 mai 2016, la frégate est partie pour Colombo, au Sri Lanka, avec 150 tonnes de secours pour les victimes des inondations et des glissements de terrain causés par le cyclone Roanu.
Le navire est parti pour le Qatar le 22 février 2018 pour participer à la 6e exposition et conférence maritime internationale de Doha (DIMDEX-2018).

## Galerie

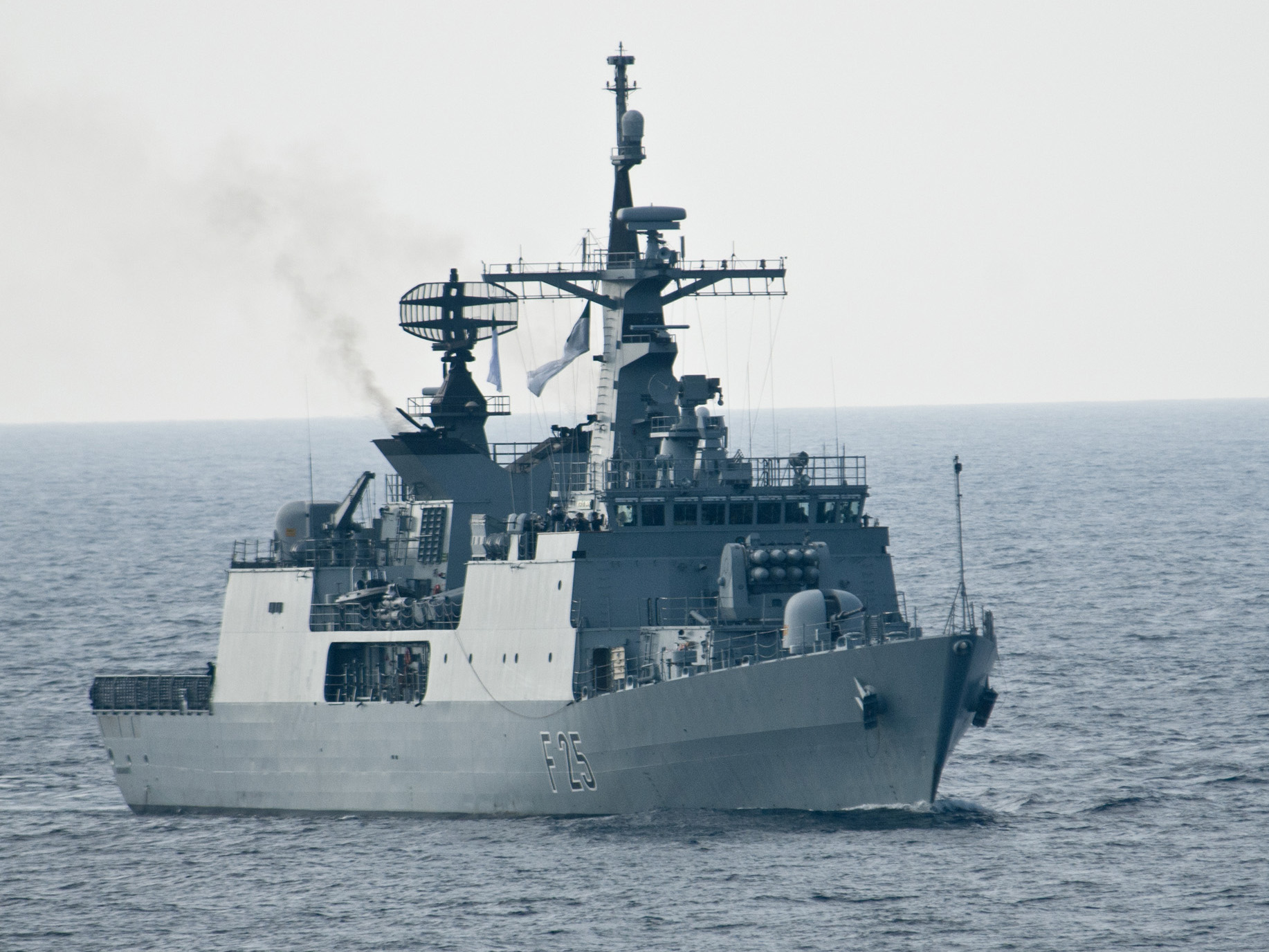
NBS Bangabandhu
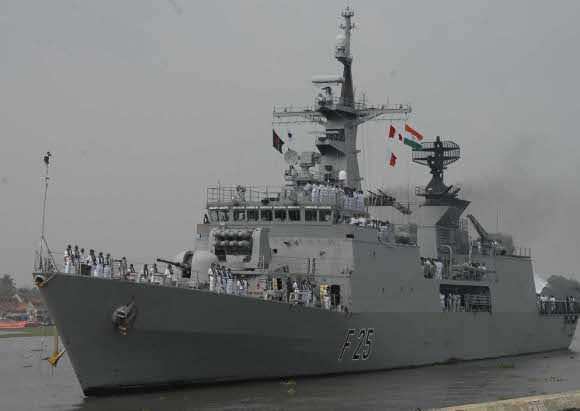
BNS Bangabandhu à Kochi (2012)